# Hyperolius soror
Hyperolius soror es una especie de anfibios de la familia Hyperoliidae.
Es endémica de Guinea.
Su hábitat natural incluye bosques tropicales o subtropicales secos y a baja altitud, pantanos y marismas intermitentes de agua dulce.